# Cheilanthes pseudoargentea
Cheilanthes pseudoargentea là một loài dương xỉ trong họ Pteridaceae. Loài này được K.Iwats. mô tả khoa học đầu tiên năm 1989.
Danh pháp khoa học của loài này chưa được làm sáng tỏ. 